# Cardepia kaszabi
Cardepia kaszabi là một loài bướm đêm trong họ Noctuidae.